# کالالگامووا
کالالگامووا (به لاتین: Kalalgamuwa) یک منطقهٔ مسکونی در سری‌لانکا است که در استان مرکزی (سری‌لانکا) واقع شده‌است.